# Бердымухамедов, Гурбангулы Мяликгулыевич
Гурбангулы́ Мяликгулы́евич Бердымухаме́дов (туркм. Gurbanguly Mälikgulyýewiç Berdimuhamedow; род. 29 июня 1957, Баба-Араб, Геок-Тепинский район, Ашхабадская область, Туркменская ССР, СССР), носит титул Аркада́г (туркм. Arkadag — «покровитель») — туркменский государственный и политический деятель. Национальный Лидер туркменского народа, Председатель Халк Маслахаты Туркменистана с 21 января 2023 года. Президент Туркменистана с 21 декабря 2006 по 19 марта 2022 года.
С 14 февраля 2007 по 19 марта 2022 года — Председатель Кабинета министров Туркменистана, верховный главнокомандующий Вооружёнными силами Туркменистана; генерал армии; с 14 апреля 2021 по 21 января 2023 года — Председатель Халк Маслахаты — верхней палаты Милли Генгеша (парламента страны).
До президентства, с 3 апреля 2001 года — один из заместителей председателя Кабинета министров Туркменистана, одновременно с декабря 1997 года вплоть до президентства также министр здравоохранения и медицинской промышленности Туркменистана.
Имеет учёные степени доктора медицинских и экономических наук, профессор, академик Академии наук Туркменистана. Председатель Демократической партии Туркменистана (2007—2013), член партии с 1991 годах (членство временно приостановлено на период президентства). Дважды (в 2012 и в 2019) был председателем Совета глав государств СНГ.
Как и его предшественник, Гурбангулы Бердымухамедов возглавлял авторитарный режим, в котором он был субъектом культа личности. Правозащитные группы описывают Туркменистан при Бердымухамедове как одну из самых репрессивных стран в мире, обвиняя Бердымухамедова, его родственников и соратников в том, что они обладают неограниченной властью над всеми аспектами общественной жизни.
Преемником Бердымухамедова на посту президента Туркменистана стал его сын Сердар, победивший на досрочных выборах, которые не были признаны в международном сообществе ни свободными, ни справедливыми.

## Биография

### Происхождение
Гурбангулы Бердымухамедов родился 29 июня 1957 года в селе Баба-Араб (сейчас Бабаарап или Бабарап) Геок-Тепинского района (сейчас Гёкдепинский этрап) Ашхабадской области (сейчас Ахалский велаят) Туркменской ССР. Является представителем туркменского племени теке (текинцев), а точнее из ахалских текинцев, представители которого с 1985 года бессменно находятся у руля республики. Текинцы руководили Туркменской ССР в качестве первого секретаря ЦК КП с перерывами также в 1958—1960, 1947—1951 и 1935—1937 годах. Отец Гурбангулы Бердымухамедова — Мяликгулы Бердымухамедович Бердымухамедов (1932—2021) работал педагогом и историком, долгое время служил в системе МВД СССР, ушёл в отставку в звании подполковник. В стране существует определённый культ личности отца Гурбангулы Бердымухамедова. Мать — Огулабат-эдже Бердымухамедова (1937—2023). Дед, Бердымухамед Аннаев, был известным учителем, работал директором начальной школы, в годы Великой Отечественной войны он воевал на фронте. Гурбангулы был единственным сыном в семье, его сестёр зовут Гульнабат (род. 1962), Дурдынабат (род. 1960), Гульджамал (род. 1969), Огульджамал (род. 1974) и Мяхри (род. 1984).

### Ранние годы
По данным туркменских государственных СМИ, Гурбангулы Бердымухамедов в школьные и студенческие годы активно занимался спортом, в 1972 году стал чемпионом города Ашхабада по классической борьбе, а в 1973 — чемпионом Туркменской ССР по стрельбе. Обладатель значка ГТО СССР 3-й степени. Между тем, нет данных о прохождении им военной службы в рядах советской армии. В 1979 году Гурбангулы Бердымухамедов окончил стоматологический факультет Туркменского государственного медицинского института (ныне Туркменский государственный медицинский университет), затем аспирантуру. Трудовую деятельность начал в 1980 году врачом-стоматологом в сельской амбулатории Эррик-Кала Ашхабадского района. В 1982 году перешёл на работу в качестве главного внештатного стоматолога районной поликлиники Ашхабадского района. В 1985—1987 годах работал заведующим стоматологическим отделением центральной районной больницы сельсовета Кеши Ашхабадского района, а в 1988—1990 годах главным внештатным стоматологом по Ашхабадской области. Стал доктором медицинских наук и профессором по направлению «социальная гигиена и организация здравоохранения». С 1990 по 1995 годы работал ассистентом кафедры терапевтической стоматологии, получил учёное звание доцента, одновременно стал деканом родного стоматологического факультета Туркменского государственного медицинского института. В 1995—1997 годах занимал должность директора стоматологического центра при Министерстве здравоохранения и медицинской промышленности Туркменистана.

### Начало политической карьеры
Политическая деятельность Бердымухамедова началась в 1997 году: он был назначен министром здравоохранения и медицинской промышленности Туркменистана. С 2001 года занимал пост заместителя председателя кабинета министров Туркменистана при председателе Ниязове. В ноябре 2006 года Бердымухамедов представлял Туркменистан на саммите СНГ в Минске.

### Президентство (2007—2022)

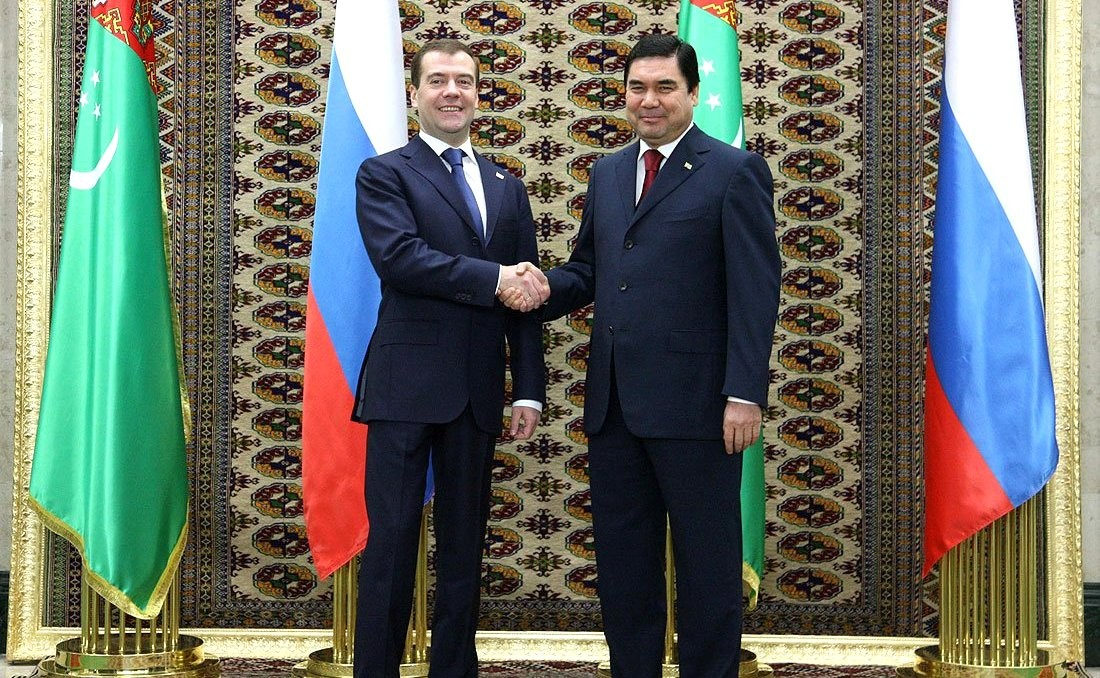
Встреча с Дмитрием Медведевым в Ашхабаде, 22 декабря 2009 года

После смерти Ниязова Бердымухамедов возглавил похоронную комиссию и стал по решению Государственного совета безопасности исполняющим обязанности президента. При этом, в соответствии с Конституцией Туркменистана исполнять обязанности должен был Овезгельды Атаев — председатель Меджлиса, но против него внезапно было возбуждено уголовное дело.
Статья 58 Конституции Туркменистана предусматривает, что «исполняющий обязанности президента не может баллотироваться на пост президента», что лишило бы Бердымухамедова возможности баллотироваться на президентских выборах 2007 года. Однако 24 декабря 2006 года Халк Маслахаты единогласно проголосовал за отмену этого положения, что дало ему право баллотироваться в качестве одного из шести кандидатов, являющихся членами Демократической партии Туркменистана.
В итоге Бердымухамедов победил на выборах президента 11 февраля 2007 года с результатом 89,23 % и стал вторым президентом Туркменистана. Утром 14 февраля 2007 года ЦИК Туркменистана объявил имя победителя, сразу после этого началась инаугурация нового президента. Бердымухамедову вручили удостоверение президента и отличительный знак в виде золотой цепочки с восьмигранной эмблемой. Новый президент прошёл по белому ковру, символизирующему светлый путь. Ему преподнесли сачак — завёрнутый в скатерть хлеб, колчан со стрелами, Коран и «Рухнаму».
Первый официальный визит Бердымухамедов нанёс в Саудовскую Аравию, в его рамках он посетил святыни исламского мира, совершив малый хадж, умру.
23 апреля 2007 года Бердымухамедов приехал с официальным визитом в Москву и провёл встречу с президентом России Владимиром Путиным, в ходе которой обсуждались газовые контракты, сотрудничество в области медицины и образования и внешнеполитическая ориентация новых туркменских властей.
4 августа 2007 года избран председателем Общенационального движения «Галкыныш» и Демократической партии Туркменистана.
15 декабря 2011 года в ходе VII съезда Демократической партии Туркменистана и общенационального движения «Галкыныш» было объявлено, что на президентских выборах в 2012 году выставит свою кандидатуру Гурбангулы Бердымухамедов. 3 января 2012 года Бердымухамедов был зарегистрирован в качестве претендента на должность президента Туркменистана. 9 января президент Туркменистана Гурбангулы Бердымухамедов выступил по национальному телевидению со своей предвыборной программой. Выборы прошли 12 февраля, на которых Бердымухамедов одержал победу с результатом 97,14 %. Миссия СНГ в лице её главы сообщила, что «президентская кампания в Туркменистане прошла с соблюдением норм этики, корректно, в спокойной обстановке», «жалоб и заявлений от избирателей не поступало». После своего переизбрания на время президентства Бердымухамедов приостановил членство в Демократической партии Туркменистана.
В сентябре 2016 года Меджлис Туркменистана отменил ограничение на срок полномочий президента, что позволило Бердымухамедову баллотироваться на третий срок. В 2017 году в третий раз победил на выборах президента с результатом 94,27 %. Также в связи с новыми поправками в Конституции Туркменистана был избран на семилетний срок вместо ранее предполагавшегося пятилетнего.
С 1 января 2021 года Туркменистан перешёл из однопалатного парламента в двухпалатный — Милли Генгеш. Верхнюю палату — Халк Маслахаты (Народный совет), существовавший до этого как отдельный от Меджлиса орган, возглавил президент, получив в руки ещё и законодательную власть.
В феврале 2022 года внезапно было объявлено, что Аркадаг решил уйти в отставку с поста президента Туркменистана, после проведения внеочередных президентских выборов 12 марта 2022 года. Данное решение Бердымухамедов обосновал желанием «дать дорогу молодым к государственному управлению», очевидно подразумевая своего сына Сердара, который все последние годы занимал многие ключевые посты. 14 февраля на внеочередном съезде Демократической партии Туркменистана вице-премьер Сердар Бердымухамедов был выдвинут кандидатом на пост главы государства. На выборах по данным ЦИК Туркменистана, Сердар Бердымухамедов набрал 73 % голосов избирателей, и вступил в должность 19 марта. Таким образом, впервые в Средней и Южной Азии фактически состоялась передача власти от отца к сыну.

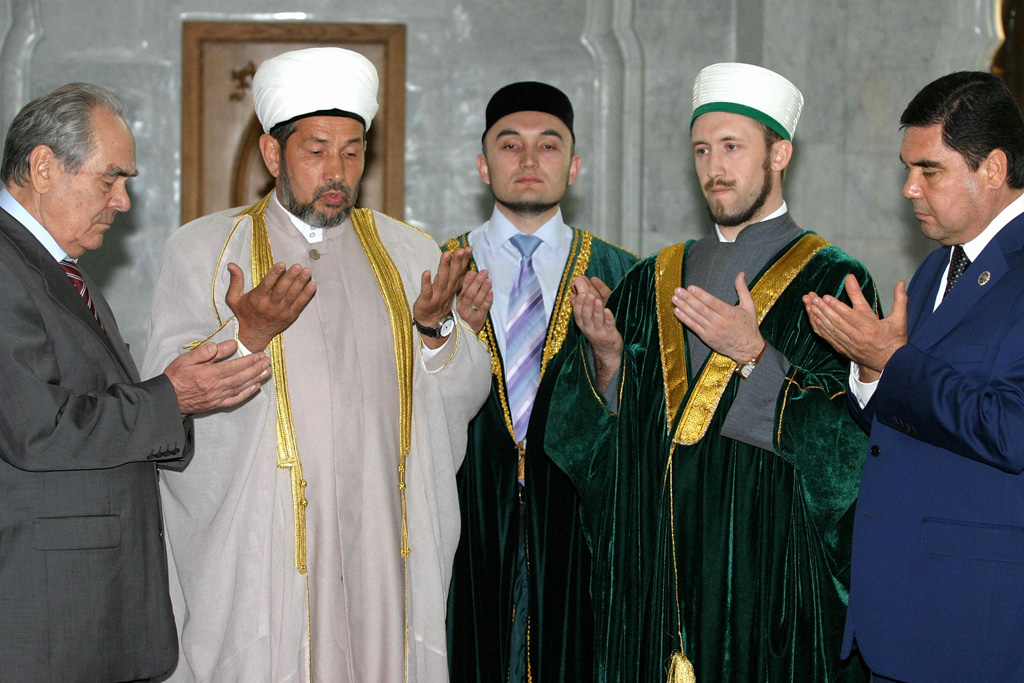
Гурбангулы Бердымухамедов с президентом Татарстана Минтимером Шаймиевым во время посещения мечети Кул-Шариф, 2008 г.
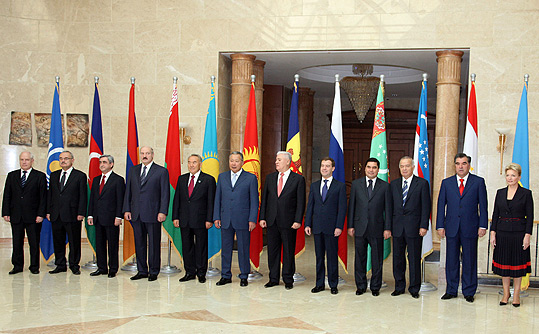
Совет глав государств — участников СНГ, 2008 г.
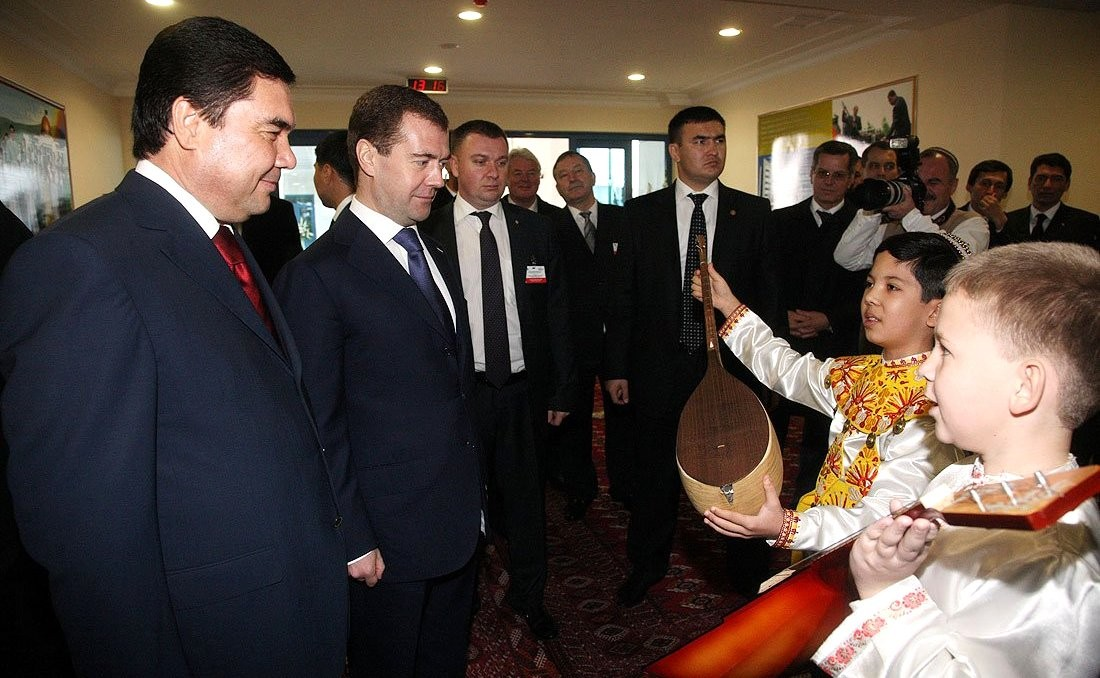
Гурбангулы Бердымухамедов и президент России Дмитрий Медведев на церемонии открытия школы имени А. С. Пушкина
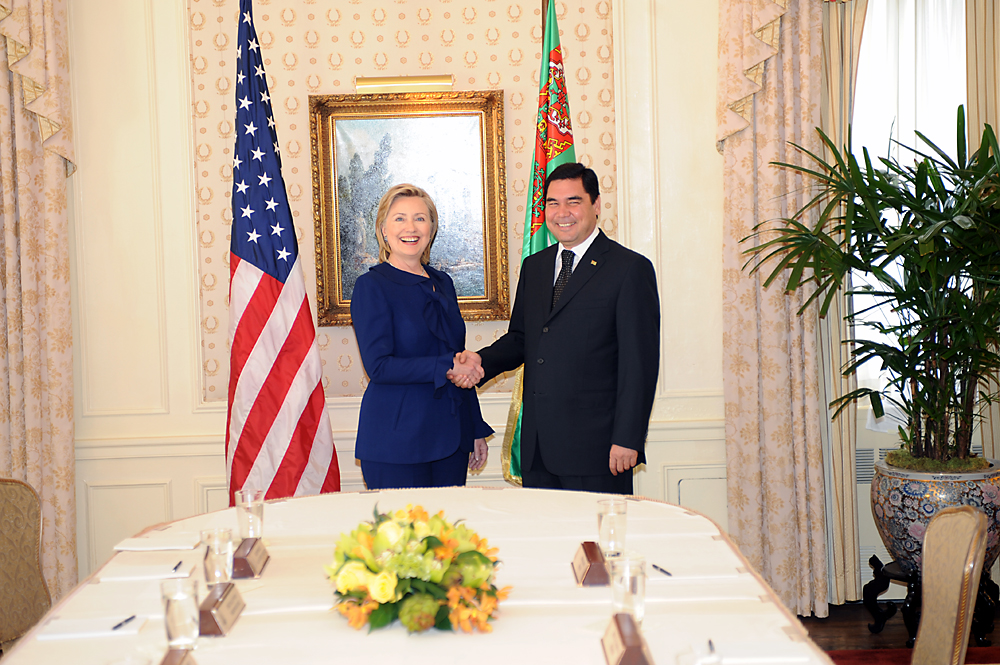
Гурбангулы Бердымухамедов на встрече с госсекретарём США Хиллари Клинтон (2009 год, Нью-Йорк)
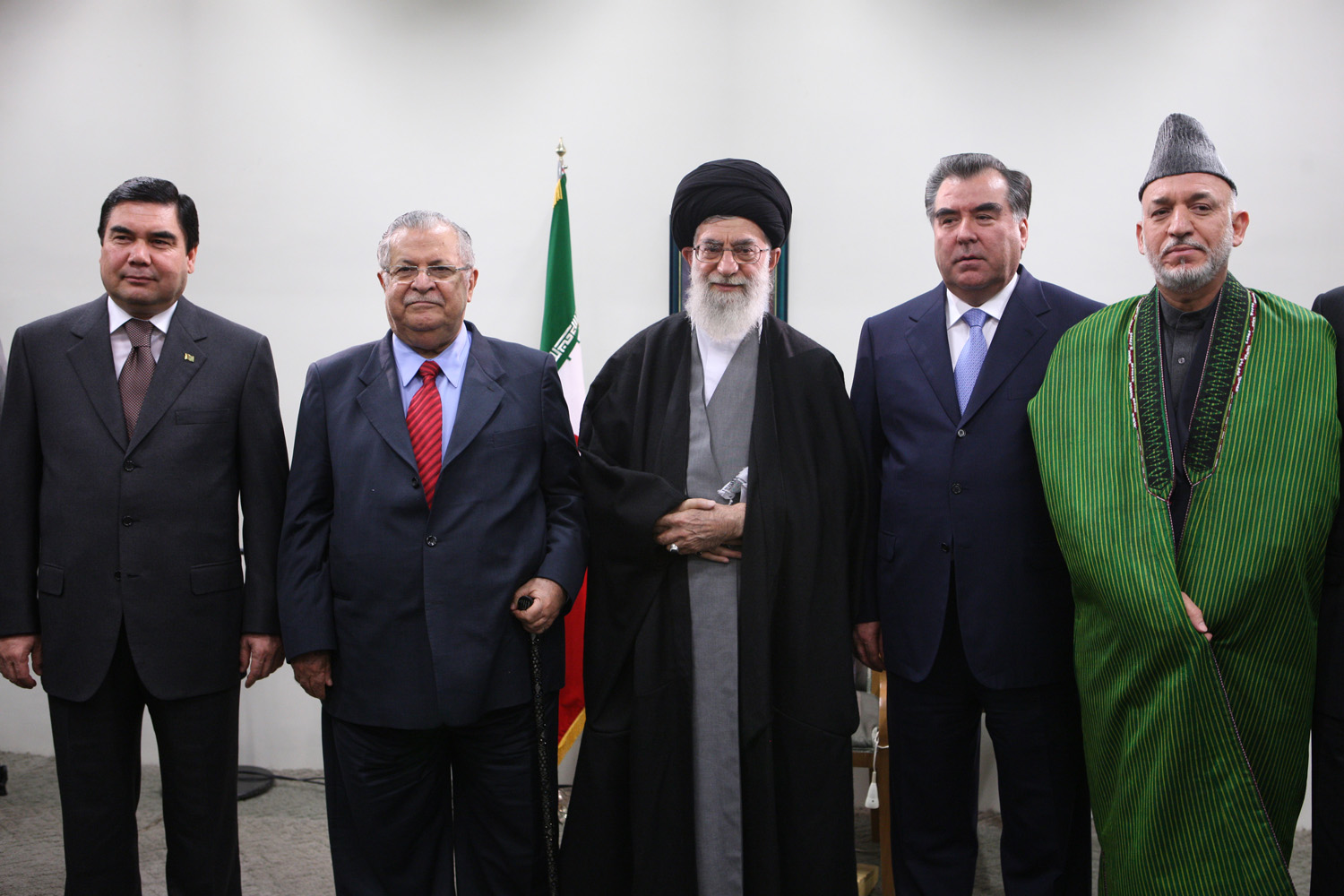
Слева направо: Гурбангулы Бердымухамедов, Джаляль Талабани, Али Хаменеи, Эмомали Рахмон, Хамид Карзай (2010 год, Тегеран)
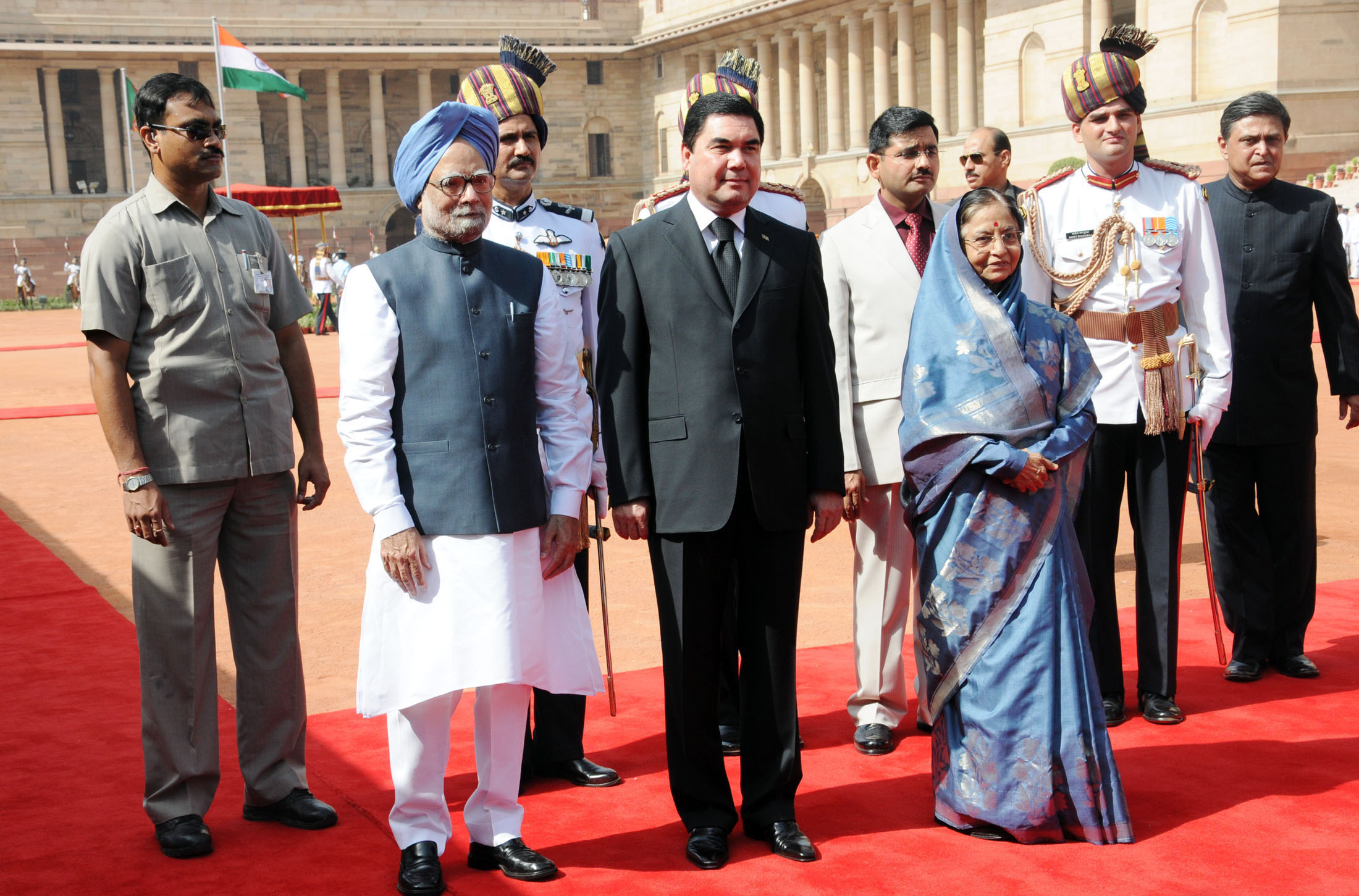
Бердымухамедов во время визита в Индию в мае 2010 года
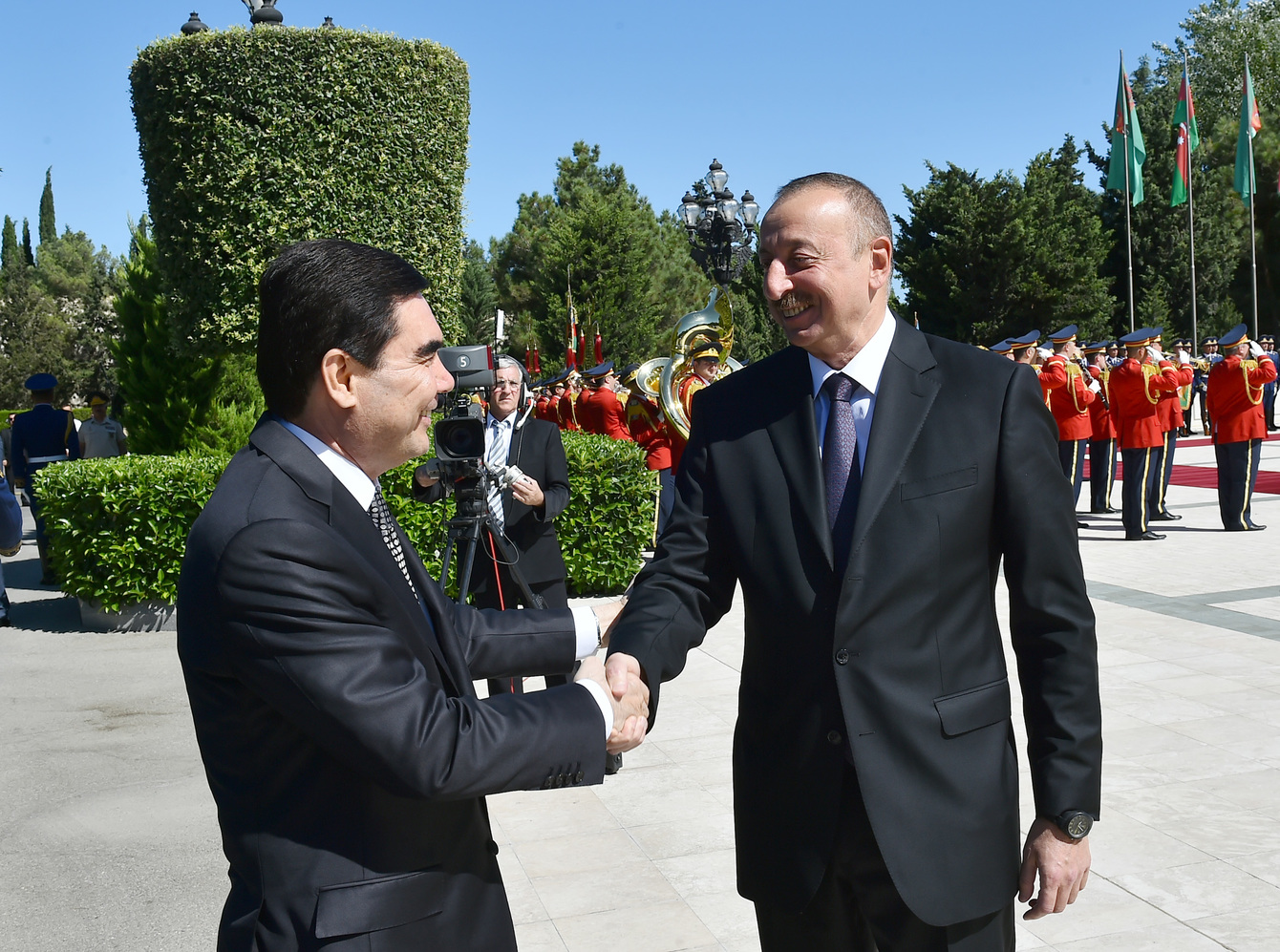
Бердымухамедов с президентом Азербайджана Ильхамом Алиевым в августе 2017 года

### После президентства (с 2022)
Ещё в 2020 году под Ашхабадом развернулось строительство нового города, который 20 декабря 2022 года официально стал административным центром Ахалского велаята и получил наименование Аркадаг в честь экс-президента.
21 января 2023 года по инициативе экс-президента парламент решено вновь реорганизовать в однопалатный Меджлис. Халк маслахаты был выделен как высший орган народной власти, главой которой остаётся Г. Бердымухамедов (к председателю Халк маслахаты переходят обязанности президента, если тот по каким-то причинам не может их исполнять). Помимо этого парламентарии решили даровать Гурбангулы Бердымухамедову титул Национального лидера (Милли лидер). Лидер и его семья получили неприкосновенность. Все соответствующие поправки к конституции одобрил и подписал президент Сердар Бердымухамедов.
После получения нового статуса в учреждениях и на предприятиях по всей стране начали развешивать портреты Гурбангулы Бердымухамедова наравне с изображением его сына. Политические обозреватели считают очередные поправки в Конституцию Туркменистана нарушением основного закона, и что Бердымухамедов-старший этими действиями укрепляет свою власть, вместе с тем принижая значимость своего сына, являющегося президентом.

## Предвыборные обещания
- Бердымухаммедов обещал сделать Интернет доступным для абсолютно всех жителей Туркменистана (в 2006 году Всемирная сеть была доступна всего одному проценту населения, многие сайты были заблокированы правительством). В своей телевизионной речи Бердымухаммедов заявил, что Интернет и новейшие технологии связи должны быть доступны каждому гражданину[37].
- Бердымухаммедов пообещал увеличить пенсии, которые в 2006 году были снижены почти на 20 процентов[37].
- Также он пообещал провести реформу системы образования, вернув музыкальные школы в провинциях, отменённые Ниязовым[источник не указан 1788 дней], и увеличив срок обучения в средней школе (с девяти до десяти лет) и вузах (с четырёх до пяти лет)[37].

## Реформы
Первым указом Бердымухамедов вернул десятилетнее образование в школе. Национальные платья, которые использовались в качестве школьной формы, были постепенно заменены на тёмно-зелёные платья европейского вида с фартуками. При этом в 2012 году вышло распоряжение о вклейке в личные дела работниц детских садов, школ, ВУЗов и библиотек фотографий в туркменской национальной одежде.
Гурбангулы Бердымухамедов совершил ряд действий, направленные на развенчивание культа личности Ниязова: отменялись массовые мероприятия, посвященные Дню рождения Президента или его визитам в различные регионы страны; имя Сапармурата Ниязова было убрано из текста присяги, которую приносили служащие, студенты и школьники, и гимна Туркменистана и заменено на слово «народ». 29 июня 2007 года логотип телеканалов в виде изображения золотого бюста Туркменбаши  исчез из программ туркменского телевидения.
Весной 2009 года во всех учреждениях и предприятиях страны были изъяты экземпляры книги «Рухнама». Вместо них появились книги Гурбангулы Бердымухамедова. Преподавание «Рухнамы» как школьного предмета было постепенно отменено.
С 2008 года запрещено производство, оборот и ввоз насвая.
В феврале 2008 года ввёл норму бесплатного бензина, впоследствии отменённую в 2014 году.
Вернул выплату пенсий.
В 2013—2014 учебном году в школах был произведён переход на 12-летнюю систему обучения. С 2015 года помимо русского и английского, в ряде школ и вузов Туркменистана было введено обучение китайскому и японскому языкам.
С 2013 года разрешена приватизация жилья.
В декабре 2013 году был принят Закон «Об охране здоровья граждан от воздействия табачного дыма и последствий потребления табачных изделий».
В 2016 году была введена монополия на экспорт и импорт табака. Увеличена цена на сигареты. Целью называется достижение к 2025 году статуса страны, свободной от табака.

## Личная жизнь и семья
Гурбангулы Бердымухамедов женат на Огульгере́к Ата́евне Бердымухамедовой, являющейся предположительно его ровесницей. Согласно опубликованным WikiLeaks дипломатическим документам, она имеет «крайне консервативно и традиционалистски настроенные взгляды». О её биографии и жизни практически нет информации. Гурбангулы Бердымухамедов крайне редко появляется на публике вместе со своей женой, а если и появляется, видеооператорам, фотографам и журналистам запрещается делать и публиковать её снимки. До недавнего времени, в сети отсутствовала её фотография. Впервые фото жены туркменского президента появилось в сети в ноябре 2021 года, во время визита в Туркменистан президента Турции Реджепа Тайипа Эрдогана со своей супругой Эминой Эрдоган, когда было сделано совместное фото президентских пар. Снимок опубликовали турецкие журналисты, тогда как в туркменских СМИ снимка не было. По некоторым неподтверждённым данным, Огульгерек Бердымухамедова уже несколько лет проживает за пределами Туркменистана, предположительно в Лондоне с одной из своих дочерей.
У Гурбангулы и Огульгерек Бердымухамедовых трое детей — сын и две дочери. Сын Серда́р, являясь политиком и одним из влиятельнейших лиц в стране, в марте 2022 года стал преемником своего отца на президентском посту. О возрасте дочерей Бердымухамедовых нет данных, из-за чего неизвестно, является ли Сердар старшим из детей, или нет. Старшая дочь Бердымухамедовых — Гульджаха́н замужем за неким Ильясгельды́ (или Иласгельды́) Ама́новым. Известно, что он работал (или даже сейчас работает) представителем Туркменского государственного агентства по управлению и использованию углеводородных ресурсов в Лондоне. Соответственно, Гульджахан со своим мужем проживают (вероятно с матерью) в столице Великобритании. Известно, что вторая дочь Бердымухамедовых — Гульша́н проживает во Франции с мужем, которого предположительно зовут Дерья́ Атаба́ев, работавшим (или до сих пор работающим) в качестве дипломата в посольстве Туркменистана в Париже. Об образовании, профессии, деятельности и обо всех детях дочерей Бердымухамедовых нет никакой информации, но известно лишь о Керимгулы — который часто появляется на публике со своим дедушкой, и который предположительно является сыном старшей дочери Бердымухамедова — Гульджахан.

#### Резиденция

Бывшая рабочая резиденция президента Гурбангулы Бердымухамедова в центре Ашхабада — Дворцовый комплекс «Огузхан»

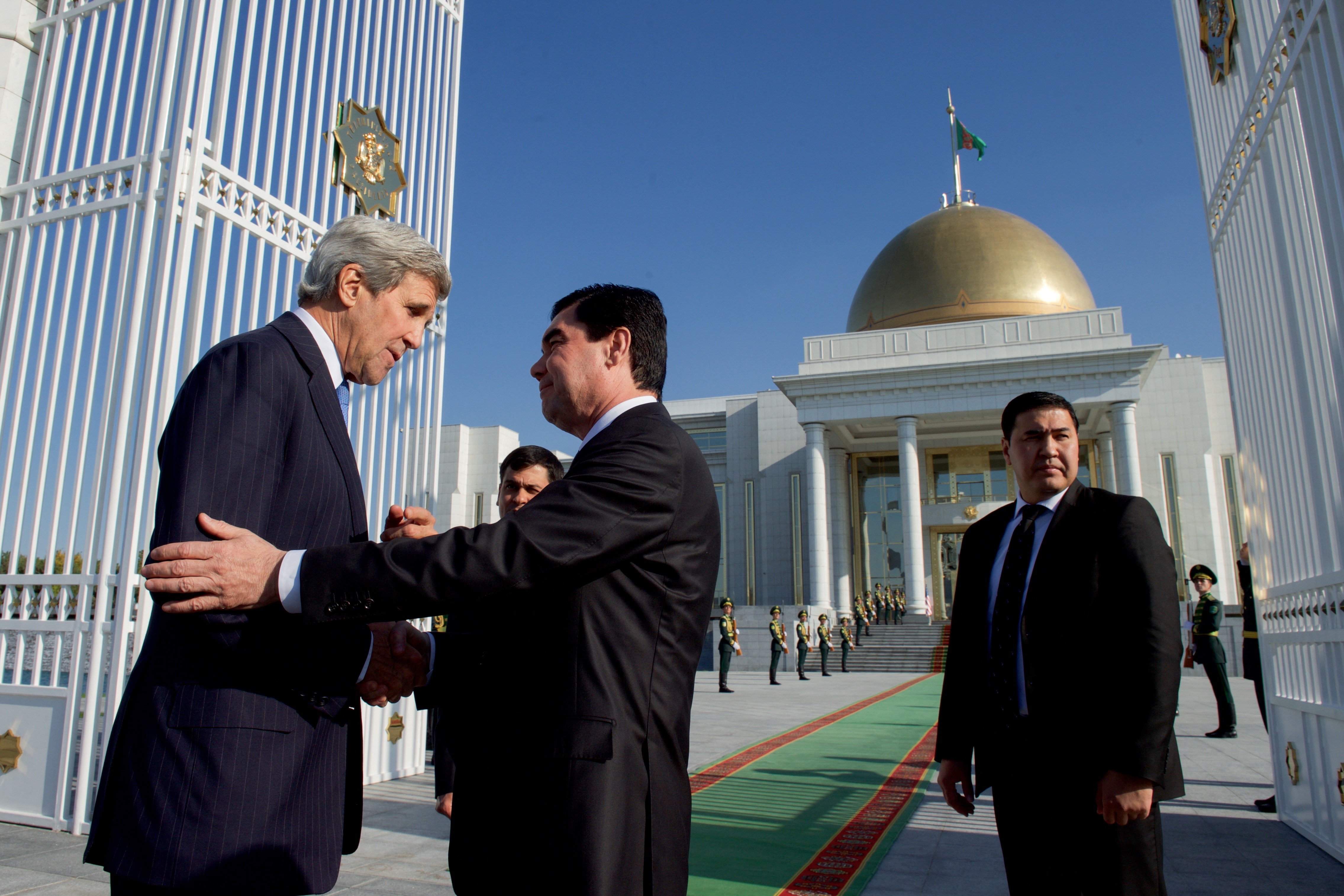
Гурбангулы Бердымухамедов встречает госсекретаря США Джона Керри у дворца «Огузхан» в 2015 году

Известно, что Гурбангулы Бердымухамедов постоянно проживает в окружённой горами Копетдаг резиденции в долине реки Фирюза в Арчабильском этрапе, в 25 км к юго-западу от Ашхабада. В советское время в этих местах находилась крупная лечебно-курортная зона с санаториями, пансионатами и домами отдыха, а также с дачами и другими частными владениями преимущественно партийной номенклатуры. В центре зоны существовал общедоступный курортный посёлок Фирюза, переименованный предыдущим президентом Сапармуратом Ниязовым в «Арчабиль» и превращённый в элитную частную, фактически в президентско-номенклатурную зону. В 2015 году из-за отсутствия постоянного населения в результате переселений в свою эпоху и в эпоху своего предшественника, посёлок Арчабиль (бывшая Фирюза) по указу Бердымухамедова был упразднён, а его территория непосредственно вошла в состав Арчабильского этрапа. Его родители (с апреля 2021 года осталась только мать, после смерти отца) проживают вместе с ним в этой резиденции. Интересно, что расстояние до границы с соседней Исламской Республикой Иран от этой резиденции прямиком через долину реки Фирюза составляет всего 16 км, а в целом бывшем посёлке постоянно проживает исключительно президент и его близкие, где имеются две крупные резиденции и один крупный апарт-отель «Сердар». Посёлок и въезд в него, а также его периметр тщательно охраняется сотрудниками президентской службы безопасности, МНБ и МВД, а участок туркменско-иранской границы, непосредственно примыкающий к бывшему посёлку является едва ли не самой тщательно охраняемой частью государственной границы страны Бердымухамедов также имеет родовой дом в селении Бабаарап, резиденции в других частях и окраинах Ашхабада, в портовом городе Туркменбашы, а также в курортной зоне Аваза на берегу Каспийского моря, где он нередко предпочитает отдыхать и принимать гостей.

### Увлечения
В 1972 году Гурбангулы Бердымухамедов стал чемпионом Ашхабада по классической борьбе, в 1973 году — чемпионом Туркменистана по стрельбе. Обладатель значка Готов к труду и обороне СССР 3-й степени.
Согласно информации в СМИ в декабре 2009 года, Гурбангулы Бердымухамедов увлекается чтением, верховой ездой, спортом, игрой на различных музыкальных инструментах, сочинением стихов о Родине. Летний отдых проводит на туркменском курорте Аваза; по сообщениям туркменских СМИ, президент также увлекается катанием на спортивном велосипеде, водном мотоцикле, садоводством, рыбалкой.
Является автором целого ряда книг, в том числе научных работ, среди них: «Туркменистан — страна здоровых и высокодуховных людей», «Ахалтекинец — наша гордость и слава», «Лекарственные растения Туркменистана», «Имя доброе нетленно». На август 2020 насчитывалось 53 книги Гурбангулы Бердымухамедова, которые выпускаются в дорогих переплётах на дорогой бумаге и дарятся как премии к профессиональным праздникам. Некоторым книгам люди должны поклоняться, целуя их при получении и прикладывая ко лбу. В августе 2020 года книги, написанные Бердымухамедовым, стали доступны онлайн для всех желающих на сайте электронной библиотеки книг Бердымухамедова.
В конце 2011 года стал автором и исполнителем песни «Тебе — мои белые цветы».
С детства увлекается автоспортом. В апреле 2012 года установил рекорд круга и стал победителем соревнований по автогонкам на автомобиле Volkicar турецкого производства. Машина, на которой ездил Президент, была передана в Национальный музей спорта. В сентябре 2013 года стал победителем заезда на спортивной машине Alfa Romeo, на дистанции 2340 метров.
Болеет за российский футбольный клуб «Рубин».
Обладатель Диплома Достопочтенного обладателя 10-го дана по каратэ, а также чёрного пояса 7-й степени по таэквондо. Почётный член Всеяпонской Федерации «Каратэ-до».
28 апреля 2013 года принял участие в скачках, состоявшихся на арене Международного конноспортивного комплекса на собственном ахалтекинском коне Беркараре, и занял первое место, выиграв 11,05 млн долларов. Выигранная сумма была переведена на счёт Государственного объединения «Туркмен атлары». После пересечения финишной черты Бердымухамедов упал с лошади. Впоследствии силовые структуры препятствовали распространению информации об этом инциденте.
Любимая цифра — «7».
Заявляется, что помимо родного туркменского языка, свободно владеет русским и немецким, но на встрече с канцлером Германии Ангелой Меркель пользовался услугами переводчиков.
В марте 2018 года Гурбангулы Бердымухамедов вместе с сыном Сердаром совершил спортивный автокросс в Каракумах.

## Личность и взгляды
Согласно опубликованным в WikiLeaks служебным документам и перепискам американских дипломатов и сотрудников посольства США в Ашхабаде — доверенные источники американских дипломатов охарактеризовали Гурбангулы Бердымухамедова как «тщеславного, привередливого, мстительного, тяготеющего к микроменеджменту, не любящего людей умнее, чем он сам». В другом досье о Бердымухамедове говорится что он «принимает решения по всем государственным вопросам. По словам [имя скрыто], Бердымухамедов — человек подозрительный и недоверчивый, ограниченный, очень консервативный, лживый, „хороший актёр“, мстительный. [Имя скрыто] сказал, что хотя людям свойственно забывать что-либо через несколько месяцев или через год, Бердымухамедов никогда ничего не забывает. Наш источник также утверждает, что Бердымухамедов очень чистоплотен и аккуратен, и требует того же от окружающих… Когда он стал главой стоматологической поликлиники, он настоял на том, чтобы все мужчины-врачи приходили на работу в тщательно отглаженных брюках и лакированной обуви. Около 30 лет назад, когда у Бердымухамедова был старый автомобиль советского производства ВАЗ-2103, в дождь он предпочитал ездить не на своём автомобиле, а на такси, чтобы не испачкать свою машину».

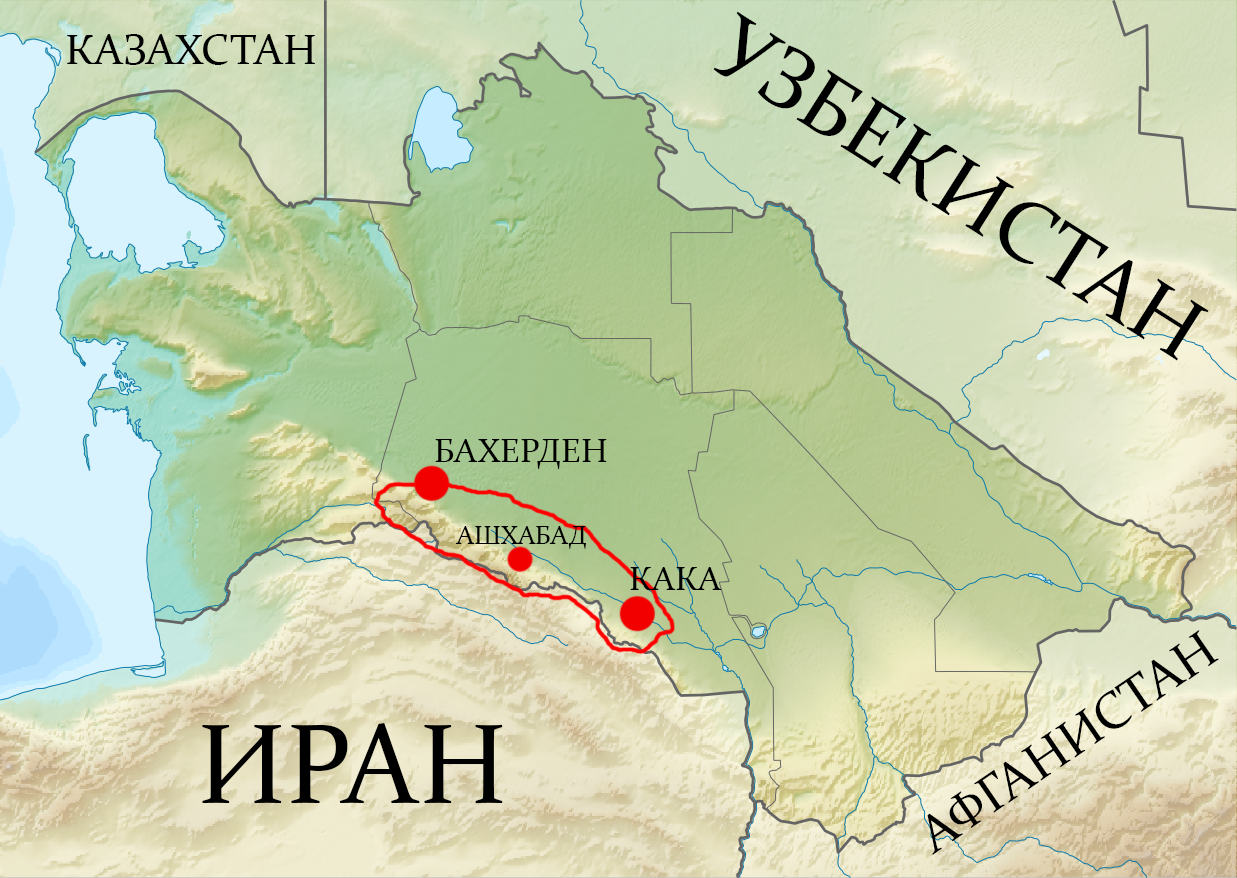
Зона «чистокровных туркмен» по версии Гурбангулы Бердымухамедова

По данным тех же обнародованных данных из переписок американских дипломатов в WikiLeaks, в ходе личной беседы с одним высокопоставленным человеком, который являлся источником американских дипломатов, Гурбангулы Бердымухамедов сказал, что на самом деле не считает всех туркменов «одинаковыми и равными». По мнению Бердымухамедова, «настоящие, исконные и чистокровные туркмены происходят и живут только в районе между селениями Бахерден (Бахарлы) и Кака на юге Туркменистана, у склонов гор Копетдаг в Ахалском велаяте, а туркмены проживающие в других частях страны и за его пределами являются ненастоящими туркменами, впитавшими кровь узбеков, казахов, персов, афганцев и других окружающих народов». Источники дипломатов охарактеризовали Бердымухамедова как убеждённого туркменского националиста.
В другой переписке американских дипломатов речь идёт о том, что «поскольку он сам (Бердымухамедов) не отличается особым интеллектом, наш источник заметил, что он с подозрительностью относится ко многим людям. Наш источник утверждал, что Бердымухамедов не любит систему правления США, Ирана и Турции, но ему нравится авторитарный Китай. Источник также отметил, что он недолюбливает президента Узбекистана Ислама Каримова и президента Казахстана Нурсултана Назарбаева».

## Критика

### Культ личности
В Туркменистане присутствует культ личности Бердымухамедова. Он носит неофициальные титулы «Лидер нации», «Аркадаг» (покровитель) и многочисленные пышные эпитеты (например, «Уважаемый Президент»). Именем его отца в Туркменистане названы воинская часть № 1001 в Ашхабаде и дворец культуры в селе Ызгант, где в 2012 году установлен прижизненный памятник. Именем деда — Бердымухаммеда Аннаева — названа средняя школа № 27 посёлка Ызгант, там же установлен его памятник. 28 июня 2015 года «по многочисленным просьбам общественности города Ашхабада» новому парку в центре города было присвоено название «Аркадаг».
Изображения и портреты президента размещены на тысячах плакатов и транспарантов, фотографий в помещениях учреждений, кабин автомашин, в начале почти всех передач национального телевидения и первых полос газет. На всех мероприятиях обязательна установка большого экрана с воспроизведением портрета Гурбангулы Бердымухамедова на фоне флага Туркменистана. В дни праздников местная пресса публикует поздравления в адрес Бердымухамедова от имени Кабинета министров, Меджлиса, других государственных органов.
К пятидесятилетию президента в 2007 году Центробанк страны отчеканил золотые и серебряные юбилейные монеты, на аверсе которых изображён его портрет. На празднование 56-летия Бердымухамедова на Авазу приехали Дженнифер Лопес, Мустафа Сандал, Нэнси Аджрам, Зийнет Сали, Филипп Киркоров, Ани Лорак, Сати Казанова и группа REFLEX. В финале праздничного концерта Дженнифер Лопес спела знаменитую песню «Happy Birthday, Mr. President», за что её раскритиковали мировые правозащитники.
В 2015 году был открыт конный монумент «Аркадаг» работы скульптора Сарагта Бабаева, 21-метровая статуя, покрытая 24-каратным золотом.
Молодожёнов, регистрирующих брак в ЗАГСах Туркменистана, обязали фотографироваться на фоне портрета Гурбангулы Бердымухамедова.

### Нарушение прав человека
Журнал The Foreign Policy назвал Бердымухамедова пятым из 23 худших диктаторов мира. По рейтингу свободы прессы («Репортёры без границ»), Туркменистан находится на 176 месте из 178. Также Туркменистан лидирует по количеству политических заключённых из всех стран бывшего СССР.

### Коррупция
Экономика страны находится под тотальным государственным контролем. Многочисленные попытки привлечь в страну иностранных инвесторов часто заканчивались исками в международные суды. В 2018-м в Международный центр по урегулированию инвестиционных споров (МЦУИС) — арбитраж, входящий в группу организаций Всемирного банка — поступили претензии к Туркменистану от компании Sece Inşaat (Турция) и инвестиционной компании Unionmatex Industrieanlagen GmbH (Германия). Основания для иска — нарушение туркменской стороной обязательств по договорам в строительной сфере. В 2019 году с такой же претензией обратилась в суд и белорусская строительная компания «Белгорхимпром», которой страна задолжала более $150 млн.
Инвесторы говорят о существенной дискриминации со стороны властей, политизированной бюрократии, высоком уровне коррупции.
В индексе восприятия коррупции «Transparency International» в 2018 году Туркменистан занял 161 место среди 180 стран[20], набрав всего 20 баллов из 100 (чем больше баллов, тем ниже уровень коррупции). Это самый низкий балл среди стран Восточной Европы и центральной Азии.
В 2019 году в рейтинге экономической свободы Туркменистан оказался на 164-й позиции среди 180 стран.

## Дискография

### Синглы
- 2009 — «Saňa meniň ak güllerim» («Тебе мои белые цветы»)
- 2015 — «Öňe, diňe öňe, jan Watanym Türkmenistan!»[109]
- 2016 — «Can’t stop the feeling», вместе со своими внуками[110]
- 2016 — «Bagt nury» («Свет счастья»)[111]
- 2017 — «Ýadymda» («Помню»)[112]
- 2018 — «Каракум» («Круг» cover)[113]
- 2018 — «Sporty Turkmenistan» («Спортивный Туркменистан»), вместе со своим внуком Керимуглы)[114]
- 2018 — «Arzuw» («Мечта»)[115]
- 2019 — «Rowaç» (в честь любимого коня)[116]
- 2019 — «Каракум» (в новой аранжировке)[117]

## Награды и звания

### Награды Туркменистана
- Дважды обладатель высшей награды своего государства — звания Герой Туркменистана и золотой медали «Алтын Ай» (25 октября 2011 года)[118], (9 октября 2017 года)[119]
- Орден Отечества (2007)[120]
- Орден «Звезда Президента»
- Орден Нейтралитета (9 декабря 2020 года) — учитывая огромный личный вклад в укрепление незыблемых политических, экономических и правовых основ нашего независимого государства в эпоху могущества и счастья в соответствии с принципами нейтралитета, развитие налаженных многосторонних взаимоотношений с государствами мира и международными организациями, особые заслуги перед обществом и народом[121]
- Орден «Возрождение»
- Орден «За большую любовь к независимому Туркменистану»
- Медаль «За любовь к Отечеству»
- Медаль «11 лет Независимости Туркменистана»
- Медаль «19 лет Независимости Туркменистана»[122]
- Медаль «20 лет Независимости Туркменистана»[123]
- Медаль «25 лет Независимости Туркменистана»
- Медаль «25 лет Нейтралитета Туркменистана» (9 декабря 2020 года) — учитывая огромный личный вклад в укрепление независимости и суверенитета и статуса постоянного нейтралитета Туркменистана, повышение международного авторитета нашего государства, развитие отношений сотрудничества нашей Родины с государствами мира и международными организациями, особые заслуги перед обществом и народом, и в соответствии со статьёй 81 Конституции Туркменистана, а также в связи со славной 25-летней годовщиной Нейтралитета Туркменистана и в ознаменование года «Туркменистан — родина Нейтралитета»[124]
- Юбилейная медаль Туркменистана «Türkmenistanyň Garaşsyzlygynyň 30 ýyllygyna» и памятный знак национальной валюты — «Altyn şaý» (25 сентября 2021 года) — учитывая огромный личный вклад в укрепление независимости Туркменистана, повышение экономической мощи и международного авторитета нашей страны, совершенствование государственного строя, осуществление конституционных преобразований, соответствующих мировым стандартам, развитие органов гражданского общества, реализацию государственных программ по последовательному развитию науки, образования, культуры, искусства, здравоохранения и других направлений жизни нашей страны, преобразование облика наших городов и сёл, бережное сохранение, прославление традиций, историко-культурного наследия туркменского народа, воспитание подрастающего поколения в духе любви к Родине, верности, мужества, честности, особые заслуги перед нашим независимым государством и родным народом, а также в связи со славным 30-летием Независимости Туркменистана и в ознаменование года «Туркменистан — Родина мира и доверия»[125]
- Юбилейная медаль «Независимый, Вечный Нейтральный Туркменистан» (2 декабря 2015 года) — учитывая особые заслуги перед обществом и государством по упрочению независимости, суверенитета и международно-правового статуса постоянного нейтралитета, повышению международного престижа нашего государства, расширению дружественных взаимовыгодных отношений со странами и народами мира, а также в связи с празднованием славной годовщины — 20-летия постоянного нейтралитета Туркменистана, в ознаменование Года нейтралитета и мира[126]
- Народный коневод Туркменистана (22 апреля 2015 года) — учитывая выдающиеся заслуги в повышении мирового авторитета «райских» коней, являющихся национальной гордостью туркменского народа, эталоном великолепной красоты, приумножении их славы во всём мире, в совершенствовании искусства коневодства и дрессуры лошадей, особый личный вклад в развитие коневодческой отрасли, в том числе конного спорта, значительный вклад в доведение до подрастающего поколения образцовых приёмов скакового искусства и тонкостей дрессуры лошадей, в воспитании молодёжи, призванной расти духовно здоровой, обладающей широким мировоззрением, глубокими знаниями, нравственной и физической силой, а также представление Государственного объединения «Türkmen atlary»[127]
- Почётный старейшина народа Туркменистана (25 сентября 2019 года) — за огромный личный вклад в дело укрепления суверенитета, независимости и постоянного нейтралитета Туркменистана, особо выдающиеся заслуги перед государством и обществом, огромную плодотворную работу по формированию незыблемых опор государственности путём обоснования ярких и продуманных принципов нового времени, реализации позитивных реформ, обеспечивающих разительное изменение облика нашей Отчизны, сохранению мира в регионе и на всей планете, укреплению международного сотрудничества в топливно-энергетической, транспортной и в других сферах, утверждению здорового образа жизни, развитию и восстановлению национальных обычаев и традиций, обеспечению национального единства и сплочённости, воспитанию молодёжи в духе патриотизма и гуманизма, а также за образцовый созидательный, добросовестный и самоотверженный труд на благо Родины и учитывая многочисленные просьбы и предложения, поступающие от общественных организаций и наших граждан, работающих в различных отраслях производства, и в связи с празднованием славной 28-й годовщины священной независимости[128]
- Мастер жокей-наставник Туркменистана (15 апреля 2021 года) — учитывая выдающиеся заслуги в восстановлении и повышении мировой славы «райских» коней в независимом, постоянно нейтральном Туркменистане, развитии конного спорта и коневодческой отрасли, совершенствовании племенного дела чистокровных лошадей, их экстерьерных качеств, привитии у молодого поколения любви к занятиям искусством коневодства, их сейисованию, проявление высокого мастерства и профессионализма и завоевание на подготовленных Лидером нации конях призовых мест на скаковых турнирах и различных конноспортивных соревнованиях среди наездников-наставников, а также представление Государственного объединения «Türkmen atlary» и пожелания народных масс[129]
- Почётный гражданин города Ашхабад (22 мая 2021 года) — учитывая выдающиеся заслуги и личный вклад заслуженного архитектора Туркменистана Аркадага Президента в политическое, экономическое и культурное развитие города Ашхабад, достижение нового уровня национальной архитектуры туркменского народа, совершенствованной на протяжении тысячелетий, прославление в мире беломраморного города Ашхабад в качестве одного из основных центров культурного развития человечества, формирование современной городской структуры и пожелания жителей столицы, а также в связи с 140-летием основания города Ашхабад, отмечаемого в год славного 30-летия нашей священной Независимости, которые являются важными датами года «Туркменистан — Родина мира и доверия»[130]
- Медаль «Türkmen edermen» и юбилейная медаль «Garaşsyz Türkmenistanyň Watan goragçysy» (24 сентября 2021 года)[131]
- Отличительный знак «Искусный дипломат Туркменистана» (17 февраля 2022 года) — за большой личный вклад в дело укрепления независимости и постоянного нейтралитета Туркменистана, развития и укрепления отношений нашей страны с иностранными государствами и международными организациями, осуществления эффективной миролюбивой внешней политики, защиты государственных интересов Туркменистана, дальнейшее повышение международного авторитета нашего государства в мире и отмечая высокие заслуги в государственной деятельности по дальнейшему совершенствованию работы дипломатической службы Туркменистана, а также в честь Дня дипломатических работников Туркменистана[132][133].
- Международная премия имени Махтумкули (10 декабря 2024 года) — учитывая заслуги и весомый вклад в упрочение независимости и международного авторитета нашего суверенного государства, укрепление его партнёрских отношений со странами мира и международными организациями, в объявление 2024 года Годом великого поэта и мыслителя тюркского мира со стороны Международной организации тюркской культуры (ТЮРКСОЙ), во включение собрания рукописей Махтумкули Фраги в международный реестр программы ЮНЕСКО «Память мира» и внесение 300-летнего юбилея поэта в Список памятных дат, отмечаемых совместно с ЮНЕСКО в 2024–2025 годах, в изучение, распространение и популяризацию творческого наследия Махтумкули Фраги и утверждение его гуманистической доктрины, увековечение на законодательной основе литературного наследия поэта и предложения от представителей Халк Маслахаты Туркменистана, крупных общественных объединений, трудовых коллективов и граждан нашей страны, по случаю 300-летия Махтумкули Фраги, а также беря во внимание решение Комитета по Международным премиям имени Махтумкули[134]
- Юбилейная медаль Туркменистана «Magtymguly Pyragynyň 300 ýyllygyna» (10 декабря 2024 года) — учитывая заслуги в реализации программных реформ в нашей стране, выводе на новый уровень культурно-гуманитарных связей с государствами планеты и международными организациями, наведении мостов мира, дружбы и братства между народами, успешном продвижении культурной дипломатии, интеграции независимого нейтрального Туркменистана в ряд авторитетных стран мира, научном обосновании и возрождении духовных и материальных ценностей, созданных и накопленных туркменским народом на протяжении столетий, его норм, регулирующих социальные отношения, консолидации усилий отечественных и зарубежных учёных, творческих деятелей и мирового сообщества по изучению роли творчества поэта-классика туркменской литературы Махтумкули Фраги среди культурных достояний человечества и в контексте мировой литературы, общественной жизни, его учения о национальной государственности, заветов и наставлений, гуманистических идей светского характера, в организации международных научных конференций, развитии науки, культуры и литературы в нашей стране, воспевании созидательного духа нашего народа, чести и достоинства поэта посредством множества произведений и знаменитого стихотворения «Кладезь разума Махтумкули Фраги», которые являются плодом блестящего таланта и мудрости, в возведении культурно-паркового комплекса «Magtymguly Pyragy» и величественного монумента поэту, безграничные усилия во имя счастливой жизни туркменского народа в эру Возрождения новой эпохи могущественного государства и предложения от представителей Халк Маслахаты Туркменистана, крупных общественных объединений, трудовых коллективов и граждан нашей страны, а также по случаю 300-летия Махтумкули Фраги[135]

### Иностранные награды

В Иране

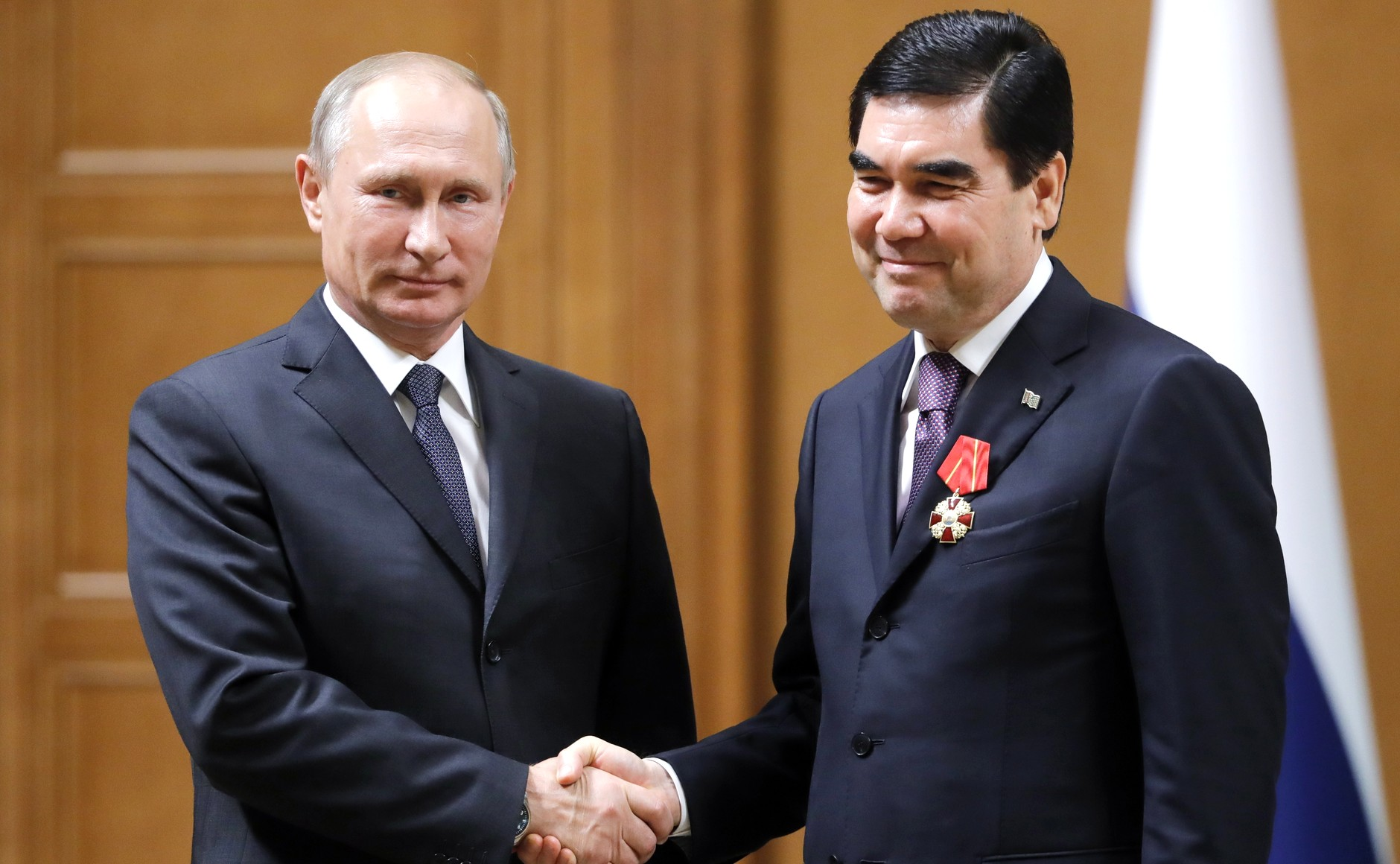
Награждение орденом Александра Невского, 2017 год

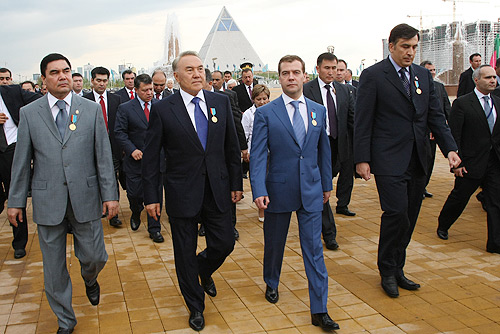
Гурбангулы Бердымухамедов, Нурсултан Назарбаев, Дмитрий Медведев и Михаил Саакашвили во время посещения Астаны с медалями «10 лет Астане» на груди

- Орден короля Абдель-Азиза (Саудовская Аравия, 16 апреля 2007 года)[136]
- Орден Заида (ОАЭ, 26 августа 2007 года)[137]
- Орден «За выдающиеся заслуги» (Узбекистан, 17 октября 2007 года)[138]
- Медаль «Гази Аманулла Хан» (Афганистан, 28 апреля 2008 года)[139]
- Медаль «10 лет Астане» (Казахстан, 2008)
- Золотая медаль ЮНЕСКО имени Авиценны (2009)
- Орден почёта Олимпийского совета Азии (2009)
- Орден Исмоили Сомони I степени (Таджикистан, 18 марта 2010 года) — за выдающийся вклад в развитие и укрепление таджикско-туркменских связей[140]
- Орден имени Шейха Иса Бин Салман Аль-Халифа первой степени (Бахрейн, 2011)[141]
- Почётный знак отличия «За заслуги перед Санкт-Петербургом» (Санкт-Петербург, Россия, 2011) — за выдающийся вклад в развитие и укрепление русско-туркменских связей, за выдающиеся заслуги перед северной столицей России в области экономики, науки, культуры, искусства, образования, охраны здоровья, просвещения, за значительный вклад и многолетнюю плодотворную деятельность, направленную на содействие развитию взаимовыгодного сотрудничества с субъектами Российской Федерации и дружественных отношений с иностранными государствами[142]
- Орден Турецкой Республики (Турция, 2012)
- Большая лента Ордена Республики Сербия (Сербия, 2013)[143]
- Орден «Шейх уль-ислам» (Духовное управление мусульман Кавказа, Азербайджан, 14 января 2014 года)[144][145]
- Орден Независимости (Узбекистан, 22 октября 2014 года) — за большие заслуги в деле всестороннего укрепления дружбы и добрососедства между узбекским и туркменским народами, развития взаимовыгодных и плодотворных отношений между Республикой Узбекистан и Туркменистаном, а также весомый вклад в обеспечение мира и расширение международного сотрудничества[146][147]
- Орден Республики (Молдавия, 15 декабря 2016 года) — в знак высокого признания особых заслуг в развитии и углублении конструктивного и всеобъемлющего межгосударственного сотрудничества Туркменистана и Республики Молдова в различных областях и за значительный вклад в финансирование инвестиционных проектов в нашей стране[148]
- Орден «Достык» I степени (Казахстан, 11 апреля 2017 года) — за значительный вклад в укрепление и развитие двусторонних политических, экономических и культурных отношений между Республикой Казахстан и Туркменистаном[149][150]
- Орден Александра Невского (Россия, 29 июня 2017 года) — за большой личный вклад в укрепление отношений стратегического партнёрства между Российской Федерацией и Туркменистаном, а также в обеспечение стабильности и безопасности в центральноазиатском регионе[151]
- Орден «Gagauz Yeri» (Гагаузия, Молдавия, 29 июня 2017)[152]
- Орден «Дуслык» (Татарстан, Россия, 2017) — за весомый личный вклад в развитие отношений между Туркменистаном и Республикой Татарстан, базирующихся на глубоких исторических корнях, общности духовных ценностей, культуры и традиций[153][154]
- Медаль «За заслуги в развитии гуманитарного сотрудничества» Межгосударственного фонда гуманитарного сотрудничества государств — участников СНГ (Ашхабад, 11 октября 2019 года)[155].
- Орден «За заслуги перед Республикой Татарстан» (Татарстан, Россия, 2022)[156].
- Орден Золотого орла (Казахстан, 2022)[157].
- Орден «За заслуги перед Отечеством» IV степени (Россия, 26 августа 2022 года) — за большой вклад в укрепление стратегического партнёрства между Российской Федерацией и Туркменистаном[158]
- Орден «Олий Даражали Дустлик» (Узбекистан, 24 апреля 2025 года)[159].

### Почётные звания
- Почётный академик Академии развивающихся рынков, (США, 2007).
- Почётный доктор экономических наук Высшей школы-института приватизации и предпринимательства (Россия, 2007).
- Почётный доктор Бакинского государственного университета (Азербайджан, 2008)[160].
- Почётный доктор Казанского государственного университета (Россия, 2008).
- Почётный доктор Ташкентской медицинской академии (Узбекистан, 2008).
- Почётный профессор Московского государственного медико-стоматологического университета (Россия, 2009)
- Почётный профессор Пекинского университета (Китай, 2011)[161]
- Почётный доктор Технологического университета «Petronas» (Малайзия, 2011)[162]
- Почётный профессор Белорусского государственного университета (Беларусь, 2012)[163].
- Почётный знак Торгово-промышленной палаты Российской Федерации[164][165].
- Почётный доктор Ереванского государственного университета (Армения, 2012)[166].
- Почётное звание «Заслуженный архитектор Туркменистана» (2013)[167]
- Почётный доктор Университета экономики и технологий (Турция, 2015)[168]
- Почётный доктор университета Цукуба (Япония, 2015)
- Почётный доктор университета Сонгюнгван (Южная Корея, 2015)[169]
- Почётное звание «Народный коневод Туркменистана» (2015)[170]
- Почётный академик Национальной академии наук Грузии (Тбилиси, 2015)[171]
- Почётный доктор политических наук Университета Каид-и Азама (Исламабад, 2016)[172]
- Почётный академик Академии наук Республики Узбекистан (Узбекистан, 2019)[173]

### Воинское звание
- Генерал армии[174]

### Другие
- Медаль «За заслуги в развитии гуманитарного сотрудничества» (2019, Межгосударственный фонд гуманитарного сотрудничества государств — участников СНГ)[175]
- Высший орден Тюркского мира (2022, Организация тюркских государств)[176]
- В 2020 году Гурбангулы Бердымухамедову наряду с другими политиками присвоили Шнобелевскую премию в области медицины «за использование пандемии COVID-19, чтобы научить мир тому, что политики имеют большее влияние на жизнь и смерть, чем учёные и врачи»[177].

## Публикации Бердымухамедова
В этом перечне нет брошюр с отдельными речами президента, также не включены и ежегодно издающиеся собрания речей и выступлений Бердымухамедова и фотохроника важнейших событий года.
- «Научные основы развития здравоохранения в Туркменистане» (2007)[178]
- «Туркменистан — страна здоровых и высокодуховных людей» (2007)[179]
- «Ахалтекинец — наша гордость и слава» (2008)[180][181]
- «К новым высотам прогресса». Т. I—XIV (2008—2022)[179][182][183][184][185]
- «Лекарственные растения Туркменистана». Т. I—XIV (2009, 2010, 2012, 2012, 2013—2017, 2019—2022)[186][187][188][189][190][191][192]
- «Внук, воплощающий мечту деда» (2010)[193]
- «Государственное регулирование социально-экономического развития Туркменистана». Т. I—II (2010)[194]
- «Имя доброе нетленно» (2011)[195]
- «Живая легенда» (2011)[195]
- «Полёт небесных скакунов» (2011)[196][197]
- «Туркменистан — край исцелений» (2011)[198]
- «Птица счастья» (2013)[199]
- «Здоровье — источник счастья» (2014)[187]
- «Культура — бесценное сокровище народа» (2014)[200]
- «Неугасимый светоч в венце души» (2014)[201]
- «Образование — счастье, благополучие, успех» (2014)[202]
- «Бахши — предвестники народного счастья» (2015)[203]
- «Вода — источник жизни и изобилия» (2015)[204]
- «Нейтральный Туркменистан» (2015)[205]
- «Туркменская культура» (2015)[206]
- «Туркменистан — страна благополучия и прогресса» (2015)[207]
- «Источник мудрости» (2016)[208]
- «Чай — лекарство и вдохновение» (2016)[209][210]
- «Стремительная поступь скакуна» (2016)[211]
- «Красота небесная» (в сообщениях СМИ ошибочно фигурирует под названием «Небесное великолепие») (2016)[212]
- «Музыка мира, музыка дружбы и братства» (2016)[213]
- «Туркменистан» (2016)
- «Храбрые возвеличивают родину» (2017)[214]
- «Храбрые воины рождаются для подвига» (также фигурирует под названием «Храбрые парни рождаются для подвигов») (2017)[215]
- «Спорт — это путь к дружбе, здоровью и красоте» (2017)[216]
- «Туркменистан — сердце Великого Шёлкового пути». Т. I—II (2017, 2018)[217]
- «На пути достижения в Туркменистане целей устойчивого развития» (2018)[217]
- «Поклонение матери — преклонение перед святыней» (2018)[218]
- «Учение Аркадага — основа здоровья и воодушевления» (2018)[219]
- «Туркменский алабай» (2019)[220]
- «У коня есть и преданность, и веселье» (2019)[221]
- «Духовный мир туркмен» (2020)[222]
- «Туркменистан — родина Нейтралитета» (2020)[223]
- «Белый город — Ашхабад» (2021)[224]
- «Независимость — наше счастье» (2021)[225]
- «Сияющие шаги благополучия» (2022)[226]
- «Смысл моей жизни» (2022)[227]
- «Электроэнергетическая мощь Туркменистана» (2022)[228]
- «Аркадаг – город будущего» (2023)[229]
- «Продолжение смысла моей жизни» (2023)[230]